# Waheed Murad
Waheed Murad (2 de octubre de 1938-23 de noviembre de 1983) fue un actor, productor, director y guionista pakistaní, reconocido como uno de los actores de cine más famosos de su país en las décadas de 1960 y 1970. Actuó en 125 películas y obtuvo 32 premios durante su carrera.

## Biografía

### Carrera
Nacido en Sialkot, Punjab, Murad se graduó en la Escuela de Arte de Karachi y se especializó en Literatura Inglesa en la Universidad de Karachi. Inició su carrera en el cine realizando un cameo en la película de 1959 Saathi cuando apenas tenía 21 años. A partir de ese momento se convirtió en una figura muy popular en el cine de su país.
En 1966 produjo, escribió, dirigió y protagonizó el largometraje Armaan, cinta que convirtió a Murad en una estrella nacional. Otro de los puntos altos de su carrera fue la película Heera Aur Pathar, primera producción cinematográfica donde ofició como protagonista. La cinta fue la primera colaboración del actor con el director Pervaiz Malik. En total, Murad actuó en 125 películas y obtuvo 32 premios durante su corta pero fructífera carrera.

### Plano personal
Murad fue el hijo único de Nisar Murad, un distribuidor cinematográfico y de Shireen Murad, ama de casa. Era el nieto de Zahoor Ilahi Murad, abogado en Sialkot y conocido de Sir Muhammad Iqbal.
Waheed Murad y el director pakistaní Pervez Malik fueron amigos de infancia. Tras completar la graduación, ambos expresaron su deseo de obtener una educación superior en el extranjero. Por el hecho de ser hijo único, Waheed no pudo viajar al extranjero en ese momento, pero Pervez Malik fue maestro de producción cinematográfica en California, Estados Unidos. Waheed mientras tanto cursó una maestría en Literatura Inglesa en la Universidad de Karachi. Fue el primer actor que obtuvo una maestría en la industria cinematográfica paquistaní. Pervez regresó a su patria cuatro años después y se convirtió en el único director de cine en obtener una maestría en producción cinematográfica de la Universidad de California.
Waheed Murad estuvo casado con Salma, hija del industrial Ibrahim Maker. Su matrimonio fue celebrado en septiembre de 1964. Tuvieron dos hijas, Aaliya y Sadia, y un hijo, Adil. Sadia falleció en la infancia.

### Fallecimiento
En noviembre de 1983 el actor fue encontrado muerto. Han circulado varias versiones respecto a su fallecimiento, que contemplan desde un infarto agudo al miocardio hasta un posible suicidio. Waheed fue enterrado cerca de la tumba de su padre en el cementerio Gulberg en Lahore.
Meses antes de su muerte, Waheed Murad, acompañado de otros actores y cantantes, habían aparecido en un evento para rendirle un tributo al prolífico cantante pakistaní Ahmed Rushdi; muchas de esas mismas personas aparecieron en otro evento seis meses después, ofreciendo tributo en este caso a Waheed.

## Legado
En noviembre de 2010, 27 años después de su fallecimiento, el presidente de Pakistán Asif Ali Zardari le otorgó el premio Sitara-e-Imtiaz, el tercer honor civil más alto otorgado por el Estado de Pakistán en los campos de la literatura, las artes, los deportes, la medicina y la ciencia.